# Fondo de ojo
El fondo del ojo es la superficie interior del ojo opuesta al cristalino e incluye la retina , el disco óptico , la mácula , la fóvea y el polo posterior .  El fondo de ojo se puede examinar mediante oftalmoscopia  y/o fotografía de fondo de ojo. Gracias a este procedimiento pueden observarse diferentes estructuras internas del globo ocular: mácula, retina y papila óptica entre otras. También es posible visualizar directamente los vasos sanguíneos de la retina y detectar cualquier anomalía que presenten.

## Métodos
Los principales procedimientos que se utilizan para realizar la exploracíón son los siguientes:
- Oftalmoscopia directa. Es el método más sencillo y el más utilizado.

- Oftalmoscopia indirecta. Permite la observación estereoscópica de un sector amplio de la retina. Generalmente la realiza el especialista en oftalmología.

- Retinografía. Tiene la ventaja de que pueden almacenarse las imágenes obtenidas en un sistema informático para su posterior visualización.
- Biomicroscopia. Se emplea un dispositivo llamado lámpara de hendidura que permite obtener imágenes muy ampliadas y de gran calidad.